# Мірошниченко Людвіг Миколайович
Мірошниченко Людвіг Миколайович; нар. деп. України 3 скл.

## З життєпису
Народився 25.12.1937 (м. Маріуполь, Донец. обл.); укр.; дружина Лідія Іванівна (1941); дочка Тереза (1963); син Марко (1976).
Освіта середня загальна, металург.
Народний депутат України з 04.1994 (2-й тур) до 04.1998, Маріупольський-Іллічівський виб. окр. № 136, Донец. обл., висунутий виборцями. На час виборів: заступник голови ради орендарів Металургійного комбінату імені Ілліча, безпартійний. Член депутатської фракції «Соціально-ринковий вибір». Член Комітету з питань базових галузей та соціально-економічного розвитку регіонів.
- 1956–1959 — служба в армії.
- З 1959 — підручний різальника металу ЛПЦ-4500, 1960–1993 — оператор, вальцювальник листопрокатного цеху 170, Маріупольський металургійного заводу імені Ілліча. Потім — заступник голови ради орендарів ОП «Маріупольський металургійний комбінат імені Ілліча».

Ордени Леніна, Жовтневої революції, Трудового Червоного Прапора. Заслужений металург України (з липня 1997).